# Stenoporpia jemezata
Stenoporpia jemezata är en fjärilsart som beskrevs av Mcdunnough 1938. Stenoporpia jemezata ingår i släktet Stenoporpia och familjen mätare. Inga underarter finns listade i Catalogue of Life.